# Chiesa di San Jacopo in Campo Corbolini
La chiesa di San Jacopo in Campo Corbolini è un luogo di culto cattolico del centro storico di Firenze, situato in via Faenza.

## Storia
Il Borgo di Campo Corbolini era il nome del tratto di via Faenza che sboccava sulla porta di Campo Corbolini, costruita con la cinta del 1172, che poi mutò nome in via della Stipa. I Corbolini erano un'antica famiglia ed avevano le case nella piazzetta (il campo) oggi chiamata piazza Madonna degli Aldobrandini.
Il nome attuale di via Faenza apparteneva anticamente solo al tratto dopo via Nazionale, la cosiddetta via di Porta a Faenza, perché conduceva alla porta oltre la quale sorgeva il monastero delle "faentine".
La chiesa fu fondata nel 1206; più precisamente dai documenti risulta il 3 maggio di quell'anno; appartenne dal 1256 ai Cavalieri templari. Dopo alterne vicende e dopo la scomparsa dell'ordine passò ai cavalieri di San Giovanni (detti successivamente di Rodi o di Malta), dei quali compare il simbolo (una croce) nei capitelli del piccolo portico. Questo ornamento a tre arcate, è retto da pilastri ottagonali con massicci capitelli è chiuso da cancelli fin dall'antico, tanto che il popolo era solito chiamare la chiesa anche "San Iacopo dei Cancelli".
Nel 1311 vi fu annesso un piccolo ospedale militare.
L'Ordine gerosolimitano fu soppresso nel 1808 per le disposizioni napoleoniche, e il complesso fu seguito acquistato dalla famiglia De Piro di Malta, che però la lasciò in stato di abbandono, per poi passare alla "scuola Lorenzo de' Medici", che ha gradualmente provveduto al suo recupero.
Il 3 maggio 2006 è stato celebrato l'ottavo centenario della fondazione, celebrando la fine dei restauri delle opere d'arte danneggiate durante l'alluvione del '66. Oggi la chiesa è sconsacrata e viene usata per iniziative culturali della vicina scuola internazionale, Istituto Lorenzo de' Medici.

## Descrizione
Esternamente, la chiesa è preceduta da un portico di tre campate con volte a crociera, che si apre sulla parte anteriore con tre arcate a tutto sesto poggianti su quattro colonne ottagonali in blocchi di pietra, con capitelli scolpiti con stemmi dei cavalieri. Il portale è affiancato da due finestre rettangolari, con cornice marmorea.

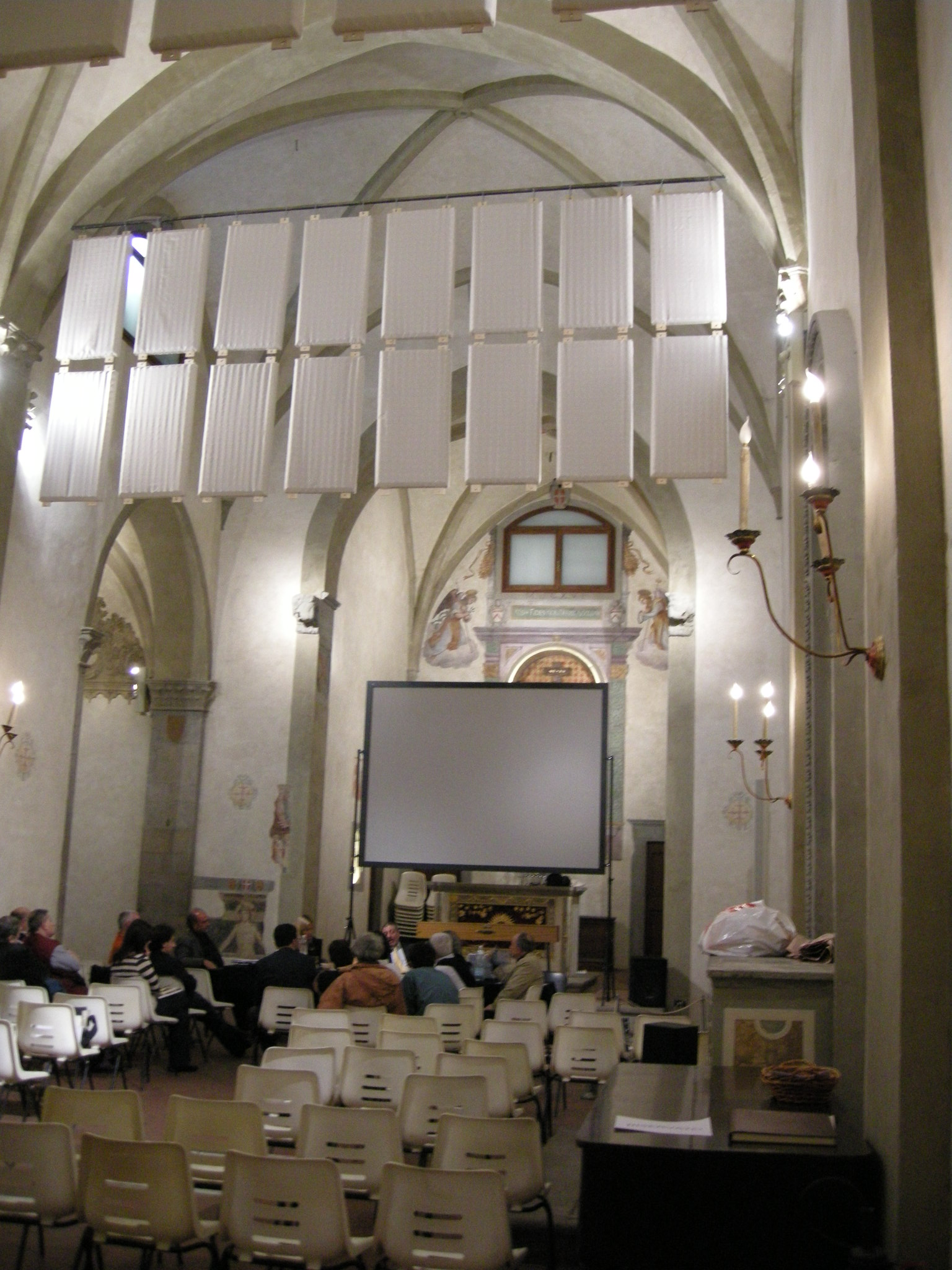
Interno

L'interno della chiesa, che conserva ancora la struttura architettonica trecentesca originale, è a navata unica di tre campate coperta con volta a crociera terminante con un'abside a pianta quadrangolare, anch'essa coperta con volta a crociera. Lungo le pareti, vi sono diverse iscrizioni commemorative e lastre tombali, fra le quali quella del cavaliere Luigi Tornabuoni, soprannominato il leone di Firenze dal gran maestro Pierre d'Aubusson, scolpita con una vigorosa figura in bassorilievo da un artista fiesolano chiamato "il Cecilia" (1515). In controfacciata, sopra le due finestre ai lati del portale, vi sono, ognuno entro un'apposita nicchia, i busti lignei di Santa Maria Maddalena (a sinistra) e di San Giacomo Maggiore (a destra); al di sopra del portale, si trova un crocifisso ligneo scolpito. Nella seconda campata della navata, si trovano due altari laterali contrapposti; sopra quello di sinistra vi è la pala rinascimentale raffigurante il Matrimonio mistico di Santa Caterina, attribuita al Maestro del Tondo Borghese o a Ridolfo del Ghirlandaio; sopra quello di destra, invece, si trova una nicchia affrescata. Sulla parete sinistra della terza campata si apre una cappella laterale, con un altare sormontato da un quadro raffigurante la Decollazione di San Giovanni Battista. La parete fondale dell'abside è affrescata con due angeli ed una finta architettura raffigurante un'ancona in marmi policromi, con al centro un crocifisso dipinto. Sulla porta alla sinistra dell'altare, vi è una lunetta dipinta con la Madonna col Bambino, mentre la parte superiore della parete destra dell'abside è affrescata con San Giorgio e il drago.

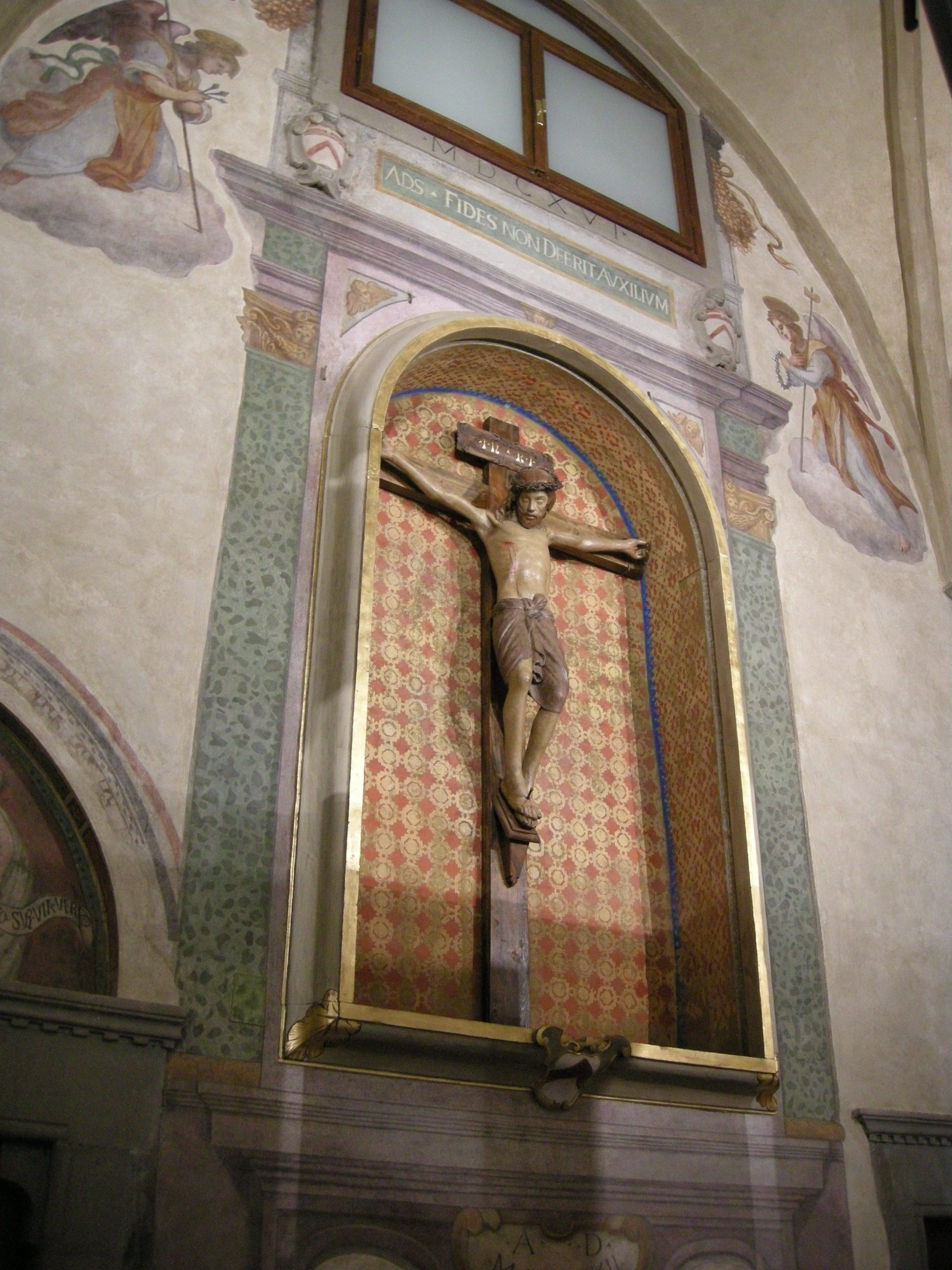
Crocifisso ed architettura dipinta nell'abside
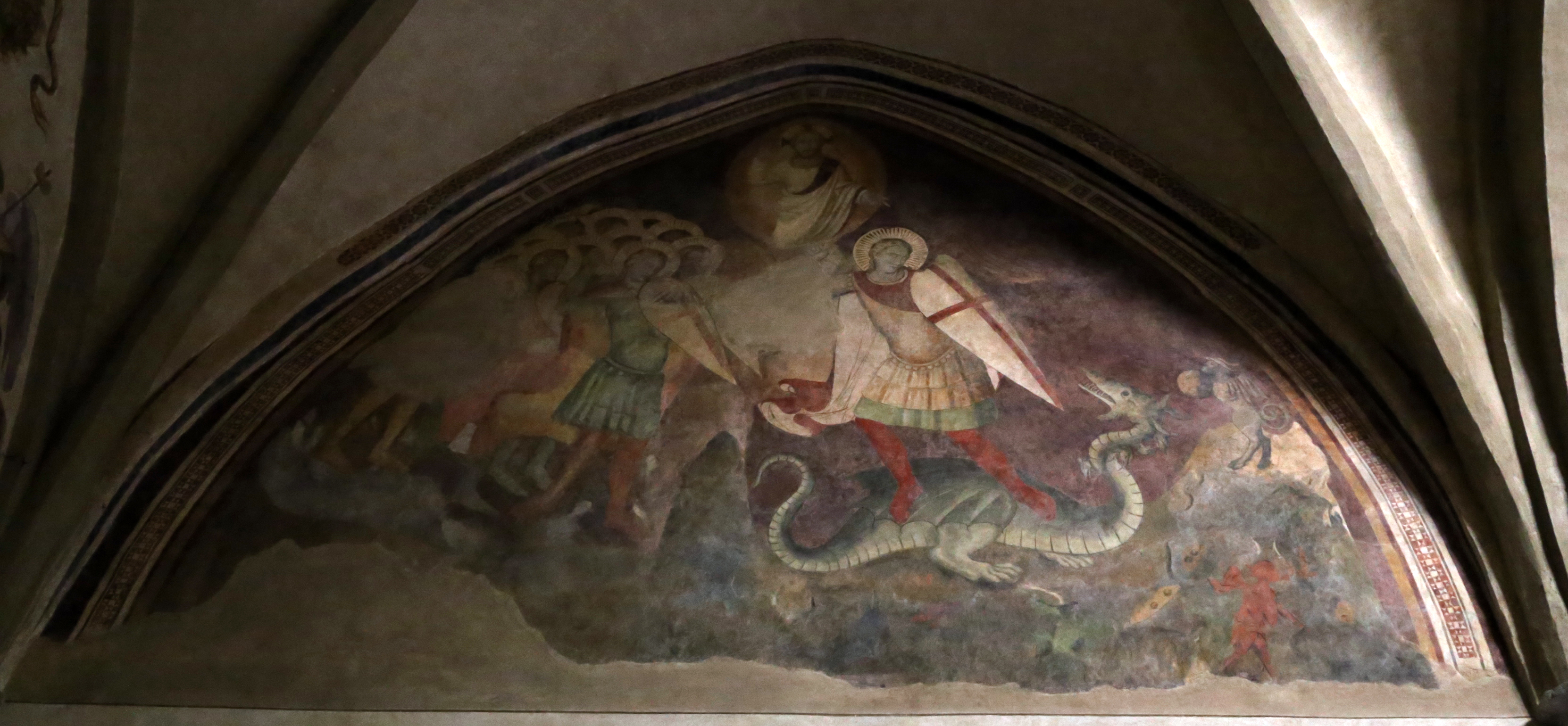
San Giorgio e il drago
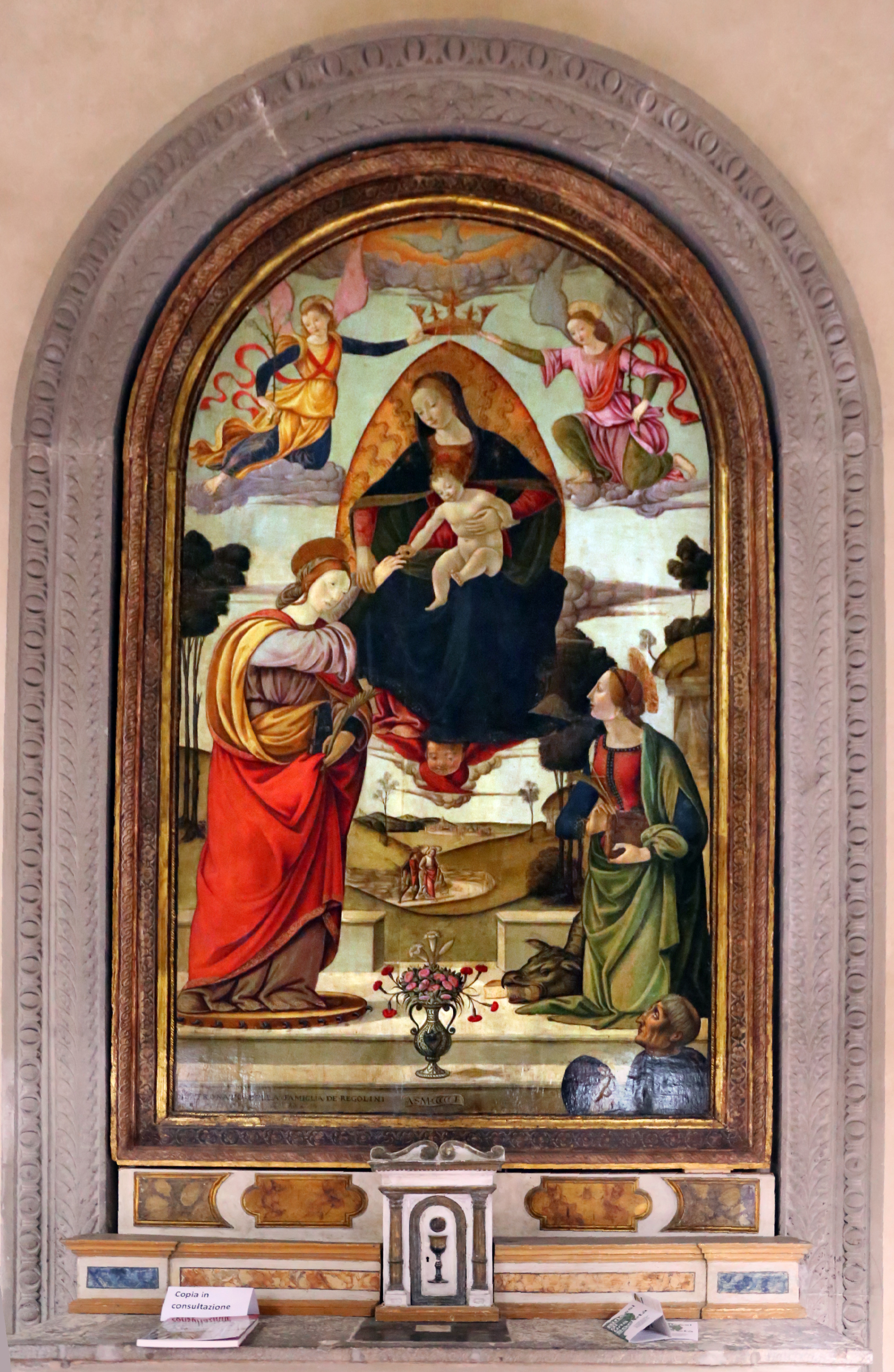
Matrimonio mistico di santa Caterina del Maestro del Tondo Borghese
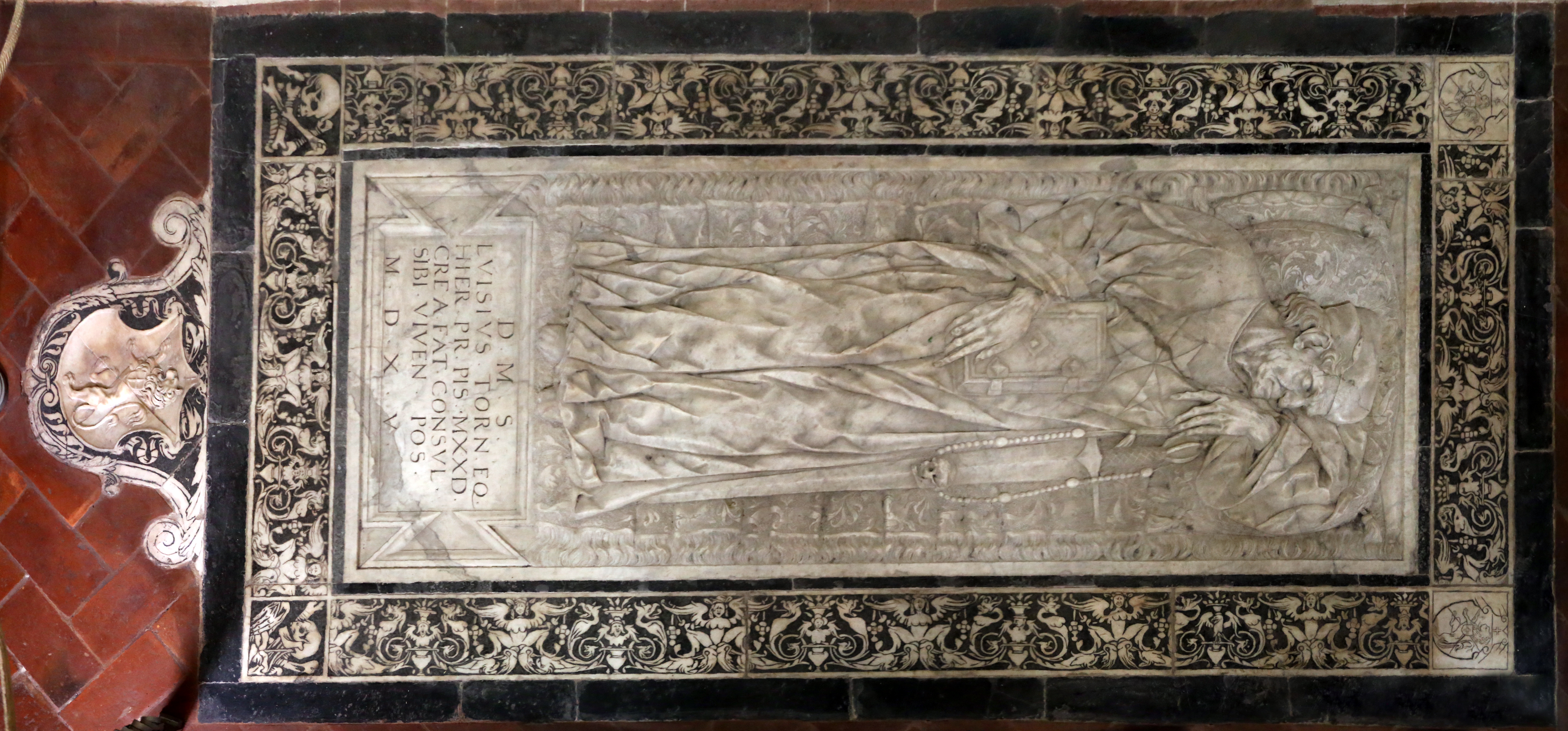
Tomba di Luigi Tornabuoni

## Confraternite
Nella chiesa e nei suoi annessi si riunirono nel tempo alcune confraternite. Tra le più importanti ci furono:
- Compagnia di San Giovanni Battista
- Compagnia di Santa Maria del Giglio dei Ciechi